# Condado de Broome
El condado de Broome (en inglés: Broome County) fundado en 1806 es un condado en el estado estadounidense de Nueva York. En el 2000 el condado tenía una población de 200,536 habitantes en una densidad poblacional de 110 personas por km². La sede del condado es Binghamton. El condado de Broome es sede de la Universidad de Binghamton, uno de los cuatro centros universitarios del sistema SUNY.

## Geografía
Según la Oficina del Censo, el condado tiene un área total de 1852 km² (715,1 mi²), de la cual 1831 km² (706,9 mi²) es tierra y 23 km² (8,9 mi²) (1.21%) es agua.

## Demografía
En el 2000 la renta per cápita promedia del condado era de $35,347, y el ingreso promedio para una familia era de $45,422. En 2000 los hombres tenían un ingreso per cápita de $34,426 versus $24,542 para las mujeres. El ingreso per cápita para el condado era de $19,168 y el 12.80% de la población estaba bajo el umbral de pobreza nacional.

## Localidades
- Barker (pueblo)
- Binghamton (ciudad)
- Binghamton (pueblo)
- Chenango (pueblo)
- Chenango Bridge (lugar designado por el censo)
- Colesville (pueblo)
- Conklin (pueblo)
- Deposit (villa)
- Dickinson (pueblo)
- Endicott (villa)
- Endwell (aldea)
- Fenton (pueblo)
- Glen Aubrey (lugar designado por el censo)
- Johnson City (villa)
- Hillcrest (área no incorporada)
- Kirkwood (pueblo)
- Lisle (villa)
- Lisle (pueblo)
- Maine (pueblo)
- Nanticoke (pueblo)
- Port Dickinson (villa)
- Sanford (pueblo)
- Triangle (pueblo)
- Union (pueblo)
- Vestal (pueblo)
- Whitney Point (villa)
- Windsor (villa)
- Windsor (pueblo)

=> En paréntesis el tipo de entidad.